# Lenka Ilavská
Lenka Ilavská (Liptovský Mikuláš, 5 de maig de 1972) és un ciclista eslovaca, ja retirada, que va competir durant la dècada de 1990. Va participar en els Jocs Olímpics de 1996. En el seu palmarès destaquen sis Campionats d'Eslovàquia en ruta, vuit d'Eslovàquia en contrarellotge i el Giro d'Itàlia de 1993.

## Palmarès
- 1992
  - 1a a l'Emakumeen Bira
  - Vencedora d'una etapa a la Volta a Turíngia
- 1993
  -  Campiona d'Eslovàquia en contrarellotge
  - 1a al Giro d'Itàlia i vencedora d'una etapa
  - 1a a la Volta a Turíngia i vencedora d'una etapa
  - Vencedora d'una etapa a l'Emakumeen Bira
- 1994
  -  Campiona d'Eslovàquia en ruta
  -  Campiona d'Eslovàquia en contrarellotge
  - Vencedora de 2 etapes a la Volta a Mallorca
  - Vencedora d'una etapa al Giro d'Itàlia
- 1995
  -  Campiona d'Eslovàquia en contrarellotge
  - 1a al Tour de Feminin-Krásná Lípa i vencedora d'una etapa
- 1996
  -  Campiona d'Eslovàquia en ruta
  -  Campiona d'Eslovàquia en contrarellotge
  - Vencedora de 2 etapes a l'Emakumeen Bira
- 1997
  -  Campiona d'Eslovàquia en ruta
  -  Campiona d'Eslovàquia en contrarellotge
  - Vencedora d'una etapa al Giro de Toscana-Memorial Michela Fanini
- 1998
  -  Campiona d'Eslovàquia en ruta
  -  Campiona d'Eslovàquia en contrarellotge
  - Vencedora d'una etapa a l'Emakumeen Bira
- 1999
  -  Campiona d'Eslovàquia en ruta
  - Vencedora de 2 etapes al Tour de Bretanya
- 2000
  -  Campiona d'Eslovàquia en contrarellotge
- 2001
  -  Campiona d'Eslovàquia en ruta
  -  Campiona d'Eslovàquia en contrarellotge